# Akwesasne Mohawk Nation

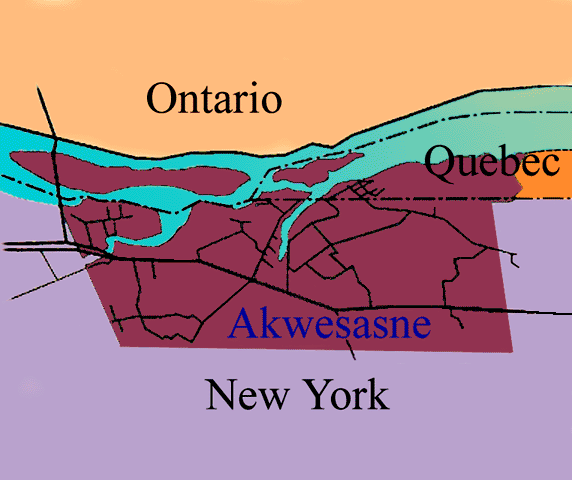
Das Territorium am Sankt-Lorenz-Strom

Die Mohawk Nation of Akwesasne oder Akwesasne Mohawk Nation ist eine der First Nations, die sowohl in den Vereinigten Staaten als auch in Kanada leben. Sie gehören zu den Mohawk, die früher überwiegend auf US-Gebiet lebten. Das heutige Akwesasne-Territorium liegt am Sankt-Lorenz-Strom. Zum Territorium gehören die Mündungsgebiete des Raquette River und des St. Regis River, dazu die dortigen Inseln. Die beiden größten sind Cornwall Island (Ontario) und die Île Saint-Régis (Québec). Auf der US-Seite ist Akwesasne identisch mit der „St. Regis Mohawk Reservation“.
Die Mohawk-Gruppe lebt seit Mitte des 18. Jahrhunderts dort und umfasst rund 12.000 Angehörige. Sie ist damit die größte Irokesengruppe. Der Name Akwesasne bedeutet in der Sprache der Mohawk „Land wo das Rebhuhn balzt“.

## Geschichte
Spätestens im 14. Jahrhundert errichteten Sankt-Lorenz-Irokesen Dörfer. Zu ihnen zählten Stadacona und Hochelaga, die 1535/36 von Jacques Cartier beschrieben wurden. Um 1615 dominierten hingegen Mohawk das Gebiet.
Akwesasne wurde in den späten 1750er Jahren von Kanien'kehá:ka oder Onkwehonwe südlich von Montreal gegründet. Die Mohawk betrieben Pelzhandel. John und Zachariah Tarbell führten  etwa 30 Familien den Sankt Lorenz aufwärts. Die französische Kolonialmacht unternahm alles, sie dem britischen Einfluss zu entziehen. 1755 gründeten Jesuiten die Mission Saint Régis in Akwesasne. 1795 ersetzten die Mohawk die hölzerne durch eine Steinkirche, die bis heute besteht. 
Nach dem Sieg der Briten über die Franzosen versuchten die Kolonialherren die guten Beziehungen zu den Mohawk aufrechtzuerhalten, und beließen ihnen ihre katholische Konfession. Die Mohawk und drei weitere Irokesennationen blieben mit den Briten gegen die USA verbündet, daher flohen sie nach dem Abzug der Briten nach Kanada. Viele von ihnen ließen sich in der Six Nations of the Grand River Reserve nieder, andere gingen nach Akwesasne.
Claude-Nicolas-Guillaume de Lorimier, ein Indianeragent aus Montreal, rekrutierte rund 100 Krieger für einen Angriff auf das von 500 Amerikanern am 13. November 1775 besetzte Montreal. Es kam zwar zu einer Schlacht, aber es ist zweifelhaft, ob Mohawk oder überhaupt Irokesen daran teilgenommen haben.
Infolge des Jay-Vertrags durften die Mohawk innerhalb ihres Territoriums die Staatsgrenze jederzeit überschreiten.
Als eine Brücke der Canadian Pacific Railway über den Strom gebaut wurde, arbeiteten in den 1880er Jahren erstmals Mohawk an einem solchen Bauwerk. Bald arbeiteten Tausende von ihnen in den Großstädten des Ostens auf Hochhäusern. Viele von ihnen zogen nach Brooklyn in New York. Man sprach gelegentlich von „Downtown Caughnawaga“, wo 1949 rund 400 Stahlarbeiter lebten. Arbeitsmigration kennzeichnete die Gemeinden ebenso, wie ein Stagnieren des Lebensstandards. Gleichzeitig begann die ländliche Bevölkerung zu schrumpfen, während die im Reservat wuchs.
Wie alle Indianer Nordamerikas, so wurden auch die Mohawk gezwungen, ihre Kinder in Reservatsschulen zu schicken. Die Kana:takon School, die ursprünglich Saint Regis Village School hieß, wurde bis in die 1970er Jahre betrieben.
Im Winter 1969 kam es zu einer Auseinandersetzung auf der North Channel Bridge zwischen der Polizei und Demonstranten. Diese wollten öffentliche Aufmerksamkeit dafür erlangen, dass ihnen die kanadischen Behörden die zollfreie Einfuhr vom amerikanischen in den kanadischen Teil ihres Territoriums untersagten. Dabei beriefen sie sich auf den Jay-Vertrag von 1794. Außerdem wollten sie dagegen protestieren, dass die Wahlhäuptlinge ihrer Meinung nach von der Regierung dazu benutzt wurden, um ihren politischen Willen durchzusetzen. Im April 2001 organisierte eine Gruppe von Globalisierungsgegnern eine Überquerung der Brücke, die 1969 Schauplatz der besagten Auseinandersetzung war, und die inzwischen Three Nations Crossing heißt.
Ende Mai 2009 protestierten Akwesasne gegen die Bewaffnung der kanadischen Grenzposten, aber auch gegen Übergriffe am Posten Akwesasne-Cornwall. Die kanadische Regierung zog ihre Beamten nach dem Höhepunkt der Proteste am 1. Juni ab. Da auch die amerikanischen Grenzer ihre Posten schlossen, war Akwesasne bis zum 13. Juli von der Außenwelt abgeschnitten. Als Symbol des Widerstands brennt seit Juni 2009 ein Heiliges Feuer.
Auf Seiten der Akwesasne bestehen interne Konflikte zwischen den Gruppen, die den traditionellen, und denen, die den gewählten Häuptlingen nahestehen. Dieser Streit wurde durch den Bau des Kasinos 1989 verschärft, denn es bringt nicht nur Geld ins Reservat, sondern auch die Möglichkeit die eigene Klientel zu unterstützen. So löste die Warrior Society eine Demonstration gegen den Bau des Kasinos gewaltsam auf. 1990 kam es zu zwei Todesfällen im Zuge schwerer Unruhen. Die New York Times berichtete, der New Yorker Gouverneur habe sich, um Konflikte mit Kanada zu vermeiden, geweigert, die Nationalgarde einzusetzen. Stattdessen drangen Hunderte von Angehörigen der New York State Police und der entsprechenden Polizeieinheiten aus den beteiligten kanadischen Provinzen in das Reservat ein.

## Aktuelle Situation
Akwesasne stellt eine Mischung historisch gewachsener Machtstrukturen dar. So besteht der Mohawk Nation Council of Chiefs, die traditionelle Regierung, dann der gewählte Mohawk Council of Akwesasne im Norden und der Saint Regis Mohawk Tribe im Süden. Der Rat von Akwesasne hingegen geht nicht auf Mohawktraditionen zurück, sondern basiert auf dem kanadischen Indian Act. Die Wahlen finden alle drei Jahre statt. Aus ihnen gehen 12 Häuptlinge und ein Grand Chief hervor. Dabei wählt jeder Distrikt vier Häuptlinge, die Distrikte wählen gemeinsam den Grand Chief.
Akwesasne führt fünf Grundschulen. Die Akwesasne Freedom School unterrichtet bis Grade 8, lehrt die Mohawksprache und -kultur, unterrichtet aber auch Erwachsene. Für den Besuch weiterführender Schulen müssen die Kinder Akwesasne verlassen.
Das Kasino beschäftigt rund 1000 Mitarbeiter, davon sind 500 Angehörige der Mohawk. Touristisch spielen Kulturveranstaltungen eine zunehmende Rolle, wie das Akwesasne Annual International Pow-wow, das Strawberry Music Festival und der Akwesasne Winter Carnival.